# Stygiomysis clarkei
Stygiomysis clarkei is een kreeftachtigensoort uit de familie van de Stygiomysidae. De wetenschappelijke naam van de soort is voor het eerst geldig gepubliceerd in 1984 door Bowman, Iliffe & Yager.